# Serra de la Vallmitjana
La Serra de la Vallmitjana és una serra situada al municipi de Taradell a la comarca d'Osona, amb una elevació màxima de 840 metres.